# Канал Појнт (Флорида)
Канал Појнт (енгл. Canal Point) насељено је место без административног статуса у америчкој савезној држави Флорида.

## Демографија
По попису из 2010. године број становника је 367, што је 158 (-30,1%) становника мање него 2000. године.
| Група             | 2000.       | 2010.       |
| Белци             | 226 (43,0%) | 177 (48,2%) |
| Афроамериканци    | 92 (17,5%)  | 74 (20,2%)  |
| Азијати           | 3 (0,6%)    | 0 (0,0%)    |
| Хиспаноамериканци | 184 (35,0%) | 109 (29,7%) |
| Укупно            | 525         | 367         |